# Hilderyk (książę Spoleto)
Hilderyk (ur. ? – zm. 740) – longobardzki książę Spoleto krótko w latach 739–740. Został wyznaczony przez króla Liutpranda na miejsce buntowniczego Trazymunda II.
Liutprand zdobył 16 czerwca Spoleto i wyznaczył Hilderyka jako nowego księcia. Trazymund uciekł do Rzymu, gdzie oblegał go Liutprand. Wkrótce wynegocjowano pokój między królem i papieżem z pomocą wysłanników Karola Młota władcy Franków. Tymczasem Trazymund skorzystał z tego, połączył się z armią papieską oraz siłami Godescalca z Benewentu i odzyskał księstwo w grudniu 740. Wtedy też zabił Hilderyka.